# Dayro Peña
Dayro Peña es un futbolista colombiano  que juega como delantero.Se desempeña como mediocampista y utiliza el número 34.

## Trayectoria
Comenzó su formación en Cartagena, en las filas de la Academia de Crespo. Posteriormente fue a Argentina, donde se unió a la cantera de Racing Club. A mediados de 2023, se trasladó a Tigre. Allí jugó durante meses en la reserva
El 9 de diciembre de 2024 hizo su debut profesional en la derrota 0-2 frente a Independiente Rivadavia. 

## Estadísticas
A continuación, se detallan las estadísticas del jugador en competiciones oficiales:
|  | Club  | Div | Temporada | Part. | Goles | Asist. | Total |
|  | ----- | --- | --------- | ----- | ----- | ------ | ----- |
|  | Tigre | 1°  | 2024-2025 | 2     | 0     | 0      | 0     |
|  | Total |     |           | 2     | 0     | 0      | 0     |